# Campeonato del Mundo de patinaje de velocidad en línea 1996
El Campeonato Mundial de patinaje de velocidad en línea de 1996 tuvo lugar del 30 de agosto al 9 de septiembre de 1996 en Italia. Las pruebas de pista se realizaron en la localidad de Mirano y las pruebas de ruta en la localidad de Padua. Fue la segunda ocasión que la que Italia organizó el campeonato mundial tras la edición de Roma 1992.
Los participantes más exitosas fueron Valentina Belloni con cuatro medallas de oro en mujeres y Chad Hedrick con siete medallas de oro para hombres.

## Mujeres
| Distancia            | Oro                                                     | Plata                                                       | Bronce                                                |
| Pista                | Pista                                                   | Pista                                                       | Pista                                                 |
| -------------------- | ------------------------------------------------------- | ----------------------------------------------------------- | ----------------------------------------------------- |
| 300 m Contrarreloj   | Valentina Belloni                                       | Nicoletta Gallessi                                          | Gypsy Lucas                                           |
| 500 m Sprint         | Valentina Belloni                                       | Nicoletta Gallessi                                          | Gypsy Lucas                                           |
| 1.500 m Sprint       | Julie Brandt                                            | Theresa Cliff                                               | Sandrine Plu                                          |
| 3.000 m Línea        | Nicoletta Gallessi                                      | Ya-Wen Chen                                                 | Theresa Cliff                                         |
| 5.000 m Puntos       | Theresa Cliff                                           | Cheryl Ezzell                                               | Rosana Sastre                                         |
| 10.000 m Eliminación | Cheryl Ezzell                                           | Theresa Cliff                                               | Debra Beveridge                                       |
| 5.000 m Relevos      | Estados Unidos Julie Brandt Theresa Cliff Cheryl Ezzell | Italia · Simona Vesprini · Tina Bosica · Nicoletta Gallessi | Francia Sandrine Plu Valerie Dieumegard Caroline Jean |
| Ruta                 |                                                         |                                                             |                                                       |
| 300 m Contrarreloj   | Valentina Belloni                                       | Nora Vega                                                   | Sophie Deschamps                                      |
| 500 m Sprint         | Valentina Belloni                                       | Viviana Calle                                               | Eva María Richardson                                  |
| 1.500 m Sprint       | Anja Decoster                                           | Christina Sanfratello                                       | Sandrine Plu                                          |
| 3.000 m Línea        | Sheila Herrero                                          | Sandrine Plu                                                | Tina Bosica                                           |
| 5.000 m Puntos       | Sandrine Plu                                            | Antonella Mauri                                             | Theresa Cliff                                         |
| 10.000 m Eliminación | Antonella Mauri                                         | Sandrine Plu                                                | Theresa Cliff                                         |
| Larga distancia      |                                                         |                                                             |                                                       |
| 42.195 m Marathon    | Sandrine Plu                                            | Cheryl Ezzell                                               | Marcela Cáceres                                       |

## Hombres
| Distancia            | Oro                                                  | Plata                                                                     | Bronce                                                        |
| Pista                | Pista                                                | Pista                                                                     | Pista                                                         |
| -------------------- | ---------------------------------------------------- | ------------------------------------------------------------------------- | ------------------------------------------------------------- |
| 300 m Contrarreloj   | Keith Turner                                         | Alessio Gagglioli                                                         | Ippolito Sanfratello                                          |
| 500 m Sprint         | Keith Turner                                         | Chad Hedrick                                                              | Ippolito Sanfratello                                          |
| 1.500 m Sprint       | Derek Parra                                          | Chad Hedrick                                                              | Jorge Botero                                                  |
| 5.000 m Línea        | Chad Hedrick                                         | Derek Parra                                                               | Jorge Botero                                                  |
| 10.000 m Puntos      | Chad Hedrick                                         | Jorge Botero                                                              | Martín Escobar                                                |
| 20.000 m Eliminación | Chad Hedrick                                         | Arnaud Gicquel                                                            | Jorge Botero                                                  |
| 10.000 m Relevos     | Estados Unidos Chad Hedrick Derek Parra Keith Turner | Colombia · Jorge Botero · José Fernando Bustamanti · Juan Carlos Betancur | Italia · Marco Giannini · Gianluca Capretti · Fabio Marangoni |
| Ruta                 |                                                      |                                                                           |                                                               |
| 300 m Contrarreloj   | Ippolito Sanfratello                                 | Carlos Alberto Penagós                                                    | Keith Turner                                                  |
| 500 m Sprint         | Ippolito Sanfratello                                 | Alessio Gaglioli                                                          | Anthony Dodd                                                  |
| 1.500 m Sprint       | Chad Hedrick                                         | Adrián Villegas                                                           | Ippolito Sanfratello                                          |
| 5.000 m Línea        | Brayden Jones                                        | Scott Hiatt                                                               | Martín Escobar                                                |
| 10.000 m Puntos      | Chad Hedrick                                         | Arnaud Gicquel                                                            | Martín Escobar                                                |
| 20.000 m Eliminación | Chad Hedrick                                         | Jorge Botero                                                              | Martín Escobar                                                |
| Larga distancia      |                                                      |                                                                           |                                                               |
| 42.195 m Marathon    | Derek Parra                                          | Rezno Cipriani                                                            | Wouter Heytens                                                |

## Medallero
| Pos. | País           | Oro | Plata | Bronce | Total |
| ---- | -------------- | --- | ----- | ------ | ----- |
| 1.   | Estados Unidos | 15  | 8     | 6      | 29    |
| 2.   | Italia         | 8   | 7     | 5      | 20    |
| 3.   | Francia        | 2   | 4     | 4      | 10    |
| 4.   | Australia      | 1   | 0     | 2      | 3     |
| 5.   | Bélgica        | 1   | 0     | 1      | 2     |
| 6.   | España         | 1   | 0     | 0      | 1     |
| 7.   | Colombia       | 0   | 5     | 3      | 8     |
| 8.   | Argentina      | 0   | 2     | 6      | 8     |
| 9.   | China Taipéi   | 0   | 1     | 0      | 1     |
| 9.   | Suiza          | 0   | 1     | 0      | 1     |
| 11.  | Chile          | 0   | 0     | 1      | 1     |

- Datos: Q18625951